# Schlumbergerella
Schlumbergerella es un género de foraminífero bentónico de la familia Calcarinidae, de la superfamilia Rotalioidea, del suborden Rotaliina y del orden Rotaliida. Su especie tipo es Baculogypsina floresiana. Su rango cronoestratigráfico abarca desde el Pleistoceno hasta la Actualidad.

## Clasificación
Schlumbergerella incluye a las siguientes especies:
- Schlumbergerella floresiana
- Schlumbergerella sphaerica